# Miełkoje (Kraj Krasnojarski)
Miełkoje (ros. Ме́лкое, "płytkie", też: Харгы-Кюёль, Каргы-Кюель) – jezioro tektoniczne w azjatyckiej części Rosji, w Kraju Krasnojarskim. Leży na zachodnim krańcu płaskowyżu Putorana, około 25 km na wschód od Norylska.
Jezioro ma 30 km długości i 11 km szerokości. Powierzchnia wynosi, według różnych źródeł, 241 lub 270 km². Średnia głębokość to 3,9 m, zaś maksymalna to 22 m. Jest to stosunkowo niewiele w porównaniu z innymi jeziorami Putorany, których głębokość zwykle 180-420 m.
Do Miełkoje wpływają rzeki:
- Łama z jeziora Łama
- Głubokaja z jeziora Głubokoje
- Ajakli

Wypływa z niego jedna rzeka – Norilskaja.
Jezioro po raz pierwszy pojawiło się na mapach w 1911 roku pod nazwą "Bystrowskoje". Pierwsza dokładna mapa na której się znajduje (już pod obecną nazwą) pochodzi z 1921 roku.